# Eretmocera arabica
Eretmocera arabica is een vlinder uit de familie dikkopmotten (Scythrididae). De wetenschappelijke naam van deze soort is voor het eerst geldig gepubliceerd in 1961 door Amsel.
De soort komt voor in tropisch Afrika.